# 노우네촌
노우네촌(長畝村)은 후쿠이현 사카이군에 설치되었던 촌이다. 현재의 사카이시에 해당한다.